# 628
Évszázadok: 6. század – 7. század – 8. század
Évtizedek: 570-es évek – 580-as évek – 590-es évek – 600-as évek – 610-es évek – 620-as évek – 630-as évek – 640-es évek – 650-es évek – 660-as évek – 670-es évek
Évek: 623 – 624 – 625 – 626 –  627 – 628 – 629 – 630 – 631 – 632 – 633

## Események

### Bizánci Birodalom
- A bizánci–perzsa háborúban a bizánciakkal szövetséges türkök hosszas ostrom után elfoglalják és kifosztják Tbiliszit. A szászánida fővároshoz, Ktésziphónhoz közelítő Hérakleiosz császár ismét békét ajánl, de II. Huszrau sah ismét elutasítja. A perzsa főnemesek palotaforradalomban megdöntik a hatalmát és fiát, Sirujét ültetik a trónra, aki a II. Kavád uralkodói nevet veszi fel. II. Kavád kivégezteti apját, valamint valamennyi (17 vagy 18) fivérét).
- II. Kavád békét köt Hérakleiossszal. Visszaállítják a háború előtti határt, a perzsák elengedik hadifoglyaikat, visszaszolgáltatják a Jeruzsálemből elvitt ereklyéket (többek között a Szent keresztet) és hadisarcot fizetnek.

### Európa
- Penda merciai király a cirencesteteri csatában legyőzi a wessexieket. A Severn folyó völgyét országához csatolja és Hwicce királysága ezentúl az ő vazallusává válik.

### Ázsia
- Az év közepétől súlyos pestisjárvány dúl Nyugat-Perzsiában, amely állítólag a lakosság felét-harmadát viszi el. Szeptemberben a járványban meghal II. Kavád, utóda nyolc éves fia, III. Ardasír.
- Arábiában Mohamed próféta elzarándokol Mekkába és tízéves fegyverszünetet köt az ottani, vele ellenséges Kurajs törzzsel. Mohamed azután követőivel együtt kifosztja a zsidó vallású Banú Nadír törzs által lakott Hajbar oázist. A zsákmányolt nők közül feleségül veszi a 17 éves Szafíjja bint Hujajjt, akinek a férjét kincseket követelve halálra kínoztatta.
- Az indiai Brahmagupta megírja a Bráhma-szphuta-sziddhánta c. matematikai művét, amelyben bevezeti a nulla használatát.
- Belháború tör ki a Keleti Türk Kaganátusban, vazallusaik, a kitanok és a hszüejentók önállósodnak és a kínaiakkal kötnek szövetséget.
- Tang Taj-cung kínai császár – most hogy türk szövetségeseik nem segíthetik őket – felszámolja az utolsó, Liang Si-tu vezette parasztlázadást is és uralma teljessé válik egész Kína fölött.
- Meghal Szuiko japán császárnő. Az utódlást illetően az udvar két részre szakad, végül Tamura herceget (Bidacu császár unokáját) választják meg, aki a Dzsomei uralkodói nevet veszi fel.

## Születések
- Tang Kao-cung, kínai császár
- Iohannes Maronus, szír szerzetes, a maronita egyház első pátriárkája

## Halálozások
- február 28. – II. Huszrau, szászánida sah
- április 15 – Szuiko, japán császárnő
- II. Kavád, szászánida sah
- Theodelinda, longobárd királyné
- Szent Anasztáz, keresztény mártír

## Fordítás
- Ez a szócikk részben vagy egészben  a(z)   628 című angol Wikipédia-szócikk ezen változatának fordításán alapul.  Az eredeti cikk szerkesztőit annak laptörténete sorolja fel. Ez a jelzés csupán a megfogalmazás eredetét és a szerzői jogokat jelzi, nem szolgál a cikkben szereplő információk forrásmegjelöléseként.